# 47 آغليا
آغليا (أو 47 آغليا وفق تسمية الكوكب الصغير) (بالإنجليزية: 47 Aglaja)‏ هو كويكب ضمن حزام الكويكبات؛ وهو الكويكب السابع والأربعون من حيث ترتيب الاكتشاف.
اكتشف روبرت لوثر هذا الكويكب في الخامس عشر من سبتمبر سنة 1857؛ وأسماه آغليا، على اسم إحدى الآلهة وفق الأساطير الإغريقية.